# P
A P a latin ábécé 16., a magyar ábécé 28. betűje. Számítógépes használatban az ASCII-kódjai: nagybetű – 80, kisbetű – 112.

## Jelentései

### Fizika
- p: a mágneses póluserősség jele
- p: a nyomás (egységnyi felületre ható nyomóerő) jele
- p: a proton jele
- p: az impulzus, azaz lendület vektor jele
- P: a teljesítmény jele

### Kémia
- P: a foszfor vegyjele a periódusos rendszerben

### Közgazdaságtan
- p, P: a közgazdaságtanban az ár jele
- P: az árszínvonal jele a makroökonómiában

### Matematika
- P: a valószínűség jele

### Egyéb
- A gépészetben a fogaskerekek osztásának a jele
- Az SI-rendszerben:
  - p: piko, SI-prefixum, értéke 10−12
  - P: peta, SI-prefixum, értéke 1015
- P: Nemzetközi autójelként Portugália jele
- P: naptárakban a péntek rövidítése